# Karan (Mali)
Karan is een stad (commune urbaine) en gemeente (commune) in de regio Koulikoro in Mali. De gemeente telt 6400 inwoners (2009).